# 安·清村
安·清村-林（英語：Ann Kiyomura-Hayashi，1955年8月22日—），生于加利福尼亚州圣马特奥，美国已退役女子网球运动员，她的母亲曾在日本从事网球运动员，父亲也担任网球教练。她曾获得1975年温布尔登网球锦标赛女子双打冠军。